# فرانك ريختر
فرانك ريختر (بالإنجليزية: Frank Richter)‏ (و. 1952  م) هو لاعب كرة قدم، من ألمانيا، ولد في كامينز، يلعب كمهاجم.

## مسيرته الكروية
لعب فرانك ريختر خلال مسيرته الاحترافية مع ناديين في أربعة عشر موسمًا وسجل خلالها 20 هدف ضمن 132 مباراة. حيث فاز في موسمين بالكأس وفي خمسة مواسم بالدوري.
خاض فرانك ريختر مسيرته مع نادي دينامو درسدن في موسم 1969–70 ليلعب معه اثنا عشر موسمًا، مشاركًا في 126 مباراة سجل خلالها 20 هدف. ثم انتقل إلى BSG Stahl Riesa ‏ في موسم 1980–81 ولمدة موسمين، حيث شارك في 6 مباريات ولم يسجل أي هدف.

## روابط خارجية
- فرانك ريختر على موقع قاعدة بيانات كرة القدم.إي يو (الإنجليزية)
- فرانك ريختر على موقع ناشيونال فوتبول تيمز (الإنجليزية)
- فرانك ريختر على موقع عالم كرة القدم.نت (الإنجليزية)